# Opel Calibra
L'Opel Calibra és un automòbil esportiu desenvolupat pel fabricant alemany Opel i venut sota les marques Opel, Chevrolet, Holden i Vauxhall Motors entre els anys 1989 i 1997. Utilitza la plataforma i mecànica de l'Opel Vectra de primera generació, i es va fabricar a Rüsselsheim, Alemanya i Uusikaupunki, Finlàndia.

## Característiques
El Calibra és un 2 + 2 places amb motor davanter transversal, disponible amb tracció davantera o a les quatre rodes. La seva carrosseria cupè té un coeficient aerodinàmic de 0,26 per al model 2.0 de 115CV ja que té l'amplada del pneumàtic més petita que els altres models més potents, els quals tenen el coeficient de 0,28. El Calibra es va presentar oficialment en el Saló de l'Automòbil de Frankfurt de 1989 com a successor de l'Opel Manta, que posseeix motor davanter longitudinal i tracció posterior.
A Espanya es va començar a vendre el 1990, fins a 1997 que va deixar de fabricar-se. Entre els anys 1993 i 1994 es va produir un restyling en el model que va suposar una modernització tant de l'exterior com de l'interior millorant notablement les qualitats.
Tots els motors del Calibra són de gasolina, disposava de:)
Un quatre cilindres en línia de 2.0i 8v de 115CV (C20NE). Un motor molt provat ja en models anteriors d'Opel i dels més fiables de la marca. Es va mantenir durant tota la vida del model, però va sofrir algunes modificacions quan es va realitzar el restyling.
Era el motor d'accés de gamma i malgrat la seva "escassa" potència, es movia molt bé.
Quan va ser llançat el 10 de juny de 1989, el Calibra era el cotxe de producció més aerodinàmica del món, amb un coeficient d'arrossegament (Cd) de 0,26. Va romandre el cotxe de producció massiva més aerodinàmic durant els següents deu anys, fins que van sortir l'Honda Insight i l'Audi A2, el 1999. Tots els models posteriors de 16V, V6, 4x4 i turbo van tenir un pitjor Cd de 0.29, a causa dels canvis en el sistema de refrigeració, l'ús de rodes amb raigs i detalls dels vidres.

## Motorització
El famós 2.0 16v de 150cv (C20XE). Conegut com a "tapa roja". Considerat un dels millors motors d'Opel quant a prestacions. Cap a l'any 1993, va patir algunes millores pel que fa a tema elèctric i d'encesa (entre altres), just abans de deixar de fabricar-se i ser substituït pel X20XEV. Aquests dos motors (NE i XE) també van ser instal·lats en Kadett, Astra F, Vectra A entre d'altres. Més endavant, al 2.0 16v se li va instal·lar un turbocompressor (i es va reforçar, lògicament), donant origen al C20LET, que també es va muntar al Vectra A i va marcar l'inici dels 2.0 Turbo actuals d'Opel. Aquest motor donava 204cv. Cap al 1994, i amb motiu de les normes anticontaminants, Opel va deixar el C20XE apartat, i ho va canviar per un quatre cilindres en línia atmosfèric 2.0 16V i 136cv (X20XEV) amb unes bones prestacions i consum. Va ser instal·lat en molts models com Astra G, Vectra B, Omega B.
A part dels quatre cilindres, hi havia un sis cilindres en V atmosfèric de 2.5 litres i 170cv també muntat en Omega B, Vectra A i B. (C25XE I X25XE) Únicament el 2.0i litres de 115CV té dues vàlvules per cilindre; la resta té quatre.
Les caixes de canvis disponibles són una automàtica de quatre marxes, una altra de cinc marxes manual i una de sis únicament per al motor amb turbocompressor.
La tracció 4x4 estava disponible com opció en el 2.0i 8v i en el 2.0 16v. Al 2.0 Turbo era de sèrie.

## Fites esportives

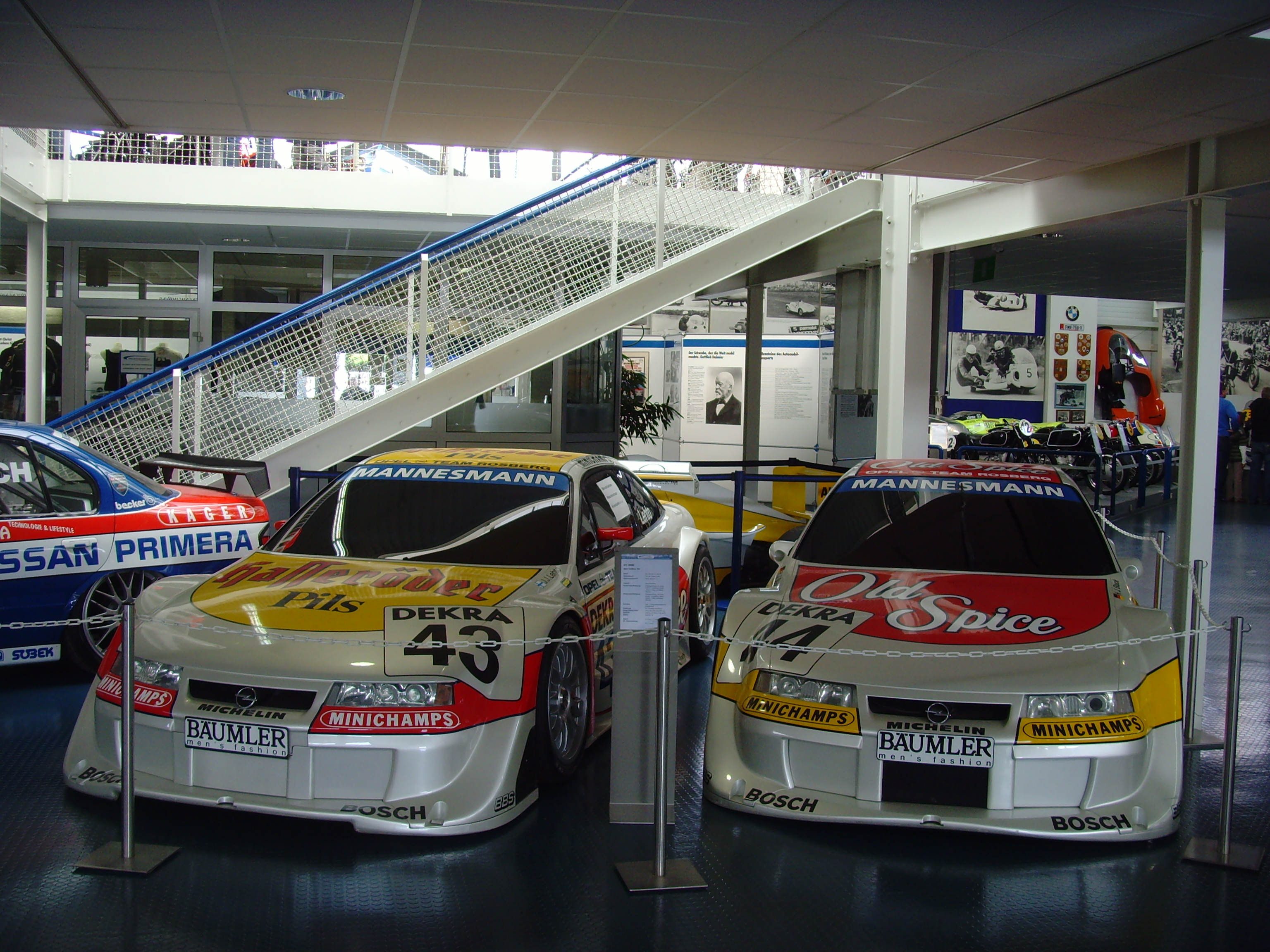
Opel Calibra en la competició

El Calibra es va utilitzar al Deutsche Tourenwagen Meisterschaft i en el Campionat internacional de Turismes, en una versió potenciada a 470 CV, arribant a proclamar-se campió de la primera categoria el 1996, amb l'alemany Manuel Reuter al volant. Un Calibra va acabar novè al Sanremo Rallye del 1992, amb Bruno Thiry al volant. Això va fer que fos el cotxe més ràpid de la classe de 1600 a 2000 cc